# Теодор Синкел
Теодор Синкел (на гръцки: Θεόδωρος ό σύγκελλος / Θεόδωρος Σύγκελλος) е византийски политик, дипломат и автор, живял и творил през първата половина на VII век.
Заемал е висши църковни длъжности в Константинопол по времето на император Ираклий и патриарх Сергий I – бил е скевофилакс (пазител на свещените съсъди), презвитер и синкел (секретар) на Великата църква. По информация на Пасхалната хроника Теодор Синкел е част и от византийското посолство, изпратено при аварския хаган в навечерието на аварската обсада на Цариград през 626 г.
Теодор Синкел е автор на „Слово за пренасянето на честния покров на Богородица във Влахерна“. В него се разказва как по време на едно аварското нападение над столичното предградие, вероятно през 617 г., дрехата на Богородица е взета от нейния храм във Влахерна и е скрита в катедралата „Света София“ и как по-късно е върната обратно оттам.
Най-значимото произведение на Теодор Синкел е едно църковно слово за аваро-славянската обсада на Цариград от юни – август 626 г., озаглавено „Слово за безумното настъпление на безбожните варвари и перси срещу този богохраним град и за тяхното позорно отстъпление поради човеколюбието на Бога с помощта на Богородица“. Омилият бил произнесен от Синкел в „Света София“ по поръчка на патриарха, вероятно на 7 август 627 г., когато била отслужена благодарствена литургия по повод годишнината от края на обсадата. Текстът на проповедта бил съхранен в множество преписи като анонимен, но авторството на Теодор Синкел днес се смята за безспорно. В съгласие с тогавашните религиозни схващания авторът на словото обяснява неуспеха на обсадата със застъпничеството на Богородица, поради което текстът е изпълнен с благодарности и хвалебствия към нея. Освен с високия си реторичен стил, текстът на проповедта се отличава и с множеството цитати и препратки към Писанието, което обаче не омаловажава стойността му на ценен исторически извор за развоя на обсадата, предприета от аварския хаган с помощта на славянските племена и персите.

## Цитирана литература
- Гръцки извори за българската история, Т. III. София: БАН, 1960, http://www.promacedonia.org/gibi/3/index.html
- ((sr))  Византијски извори за историју народа Југославије, Т. I. Београд, 1955, http://macedonia.kroraina.com/viinj/viinj_1.pdf
- Дуйчев, Иван (1998) [1966]. Славянският свят и Персия през ранното средновековие. – Иван Дуйчев. Избрани произведения в два тома. Том I. Византия и славянският свят. София: Издателска къща „Анубис“, 1998,  с. 184 – 290, ISBN 954-426-191-5, http://macedonia.kroraina.com/idip1/idip1_7.htm
- ((en)) Kazhdan, Alexander (ed) (1991). The Oxford Dictionary of Byzantium. Oxford and New York: Oxford University Press, ISBN 0-19-504652-8, COBISS.BG-ID: 1107246820, https://archive.org/details/odb_20210521/mode/2up